# Робсон Тауншип (округ Беркс, Пенсільванія)
Робсон Тауншип (англ. Robeson Township) — селище (англ. township) в США, в окрузі Беркс штату Пенсільванія. Населення — 7538 осіб (2020).

## Демографія
Згідно з переписом 2010 року, у селищі мешкало 7216 осіб у 2649 домогосподарствах у складі 2067 родин. Було 2771 помешкання
Расовий склад населення:
| - 97,8 % — білих - 0,5 % — чорних або афроамериканців - 0,4 % — азіатів - 0,1 % — корінних американців |

До двох чи більше рас належало 1,1 %. Частка іспаномовних становила 1,3 % від усіх жителів.
За віковим діапазоном населення розподілялося таким чином: 23,1 % — особи молодші 18 років, 64,8 % — особи у віці 18—64 років, 12,1 % — особи у віці 65 років та старші. Медіана віку мешканця становила 42,7 року. На 100 осіб жіночої статі у селищі припадало 103,5 чоловіків;  на 100 жінок у віці від 18 років та старших — 102,5 чоловіків також старших 18 років.
Середній дохід на одне домашнє господарство  становив 90 767 доларів США (медіана — 79 766), а середній дохід на одну сім'ю — 97 613 долари (медіана — 85 897). Медіана доходів становила 55 517 доларів для чоловіків та 40 654 долари для жінок. За межею бідності перебувало 3,0 % осіб, у тому числі 2,8 % дітей у віці до 18 років та 5,6 % осіб у віці 65 років та старших.
Цивільне працевлаштоване населення становило 3955 осіб. Основні галузі зайнятості: виробництво — 19,4 %, освіта, охорона здоров'я та соціальна допомога — 18,4 %, науковці, спеціалісти, менеджери — 13,8 %, роздрібна торгівля — 12,2 %.